# Парадокс Дюбюа
Парадо́кс Дюбюа́ (в современной гидродинамической литературе принято написание парадо́кс Дюбуа́) — парадокс в экспериментальной гидромеханике, состоящий в том, что сопротивление тела, движущегося в неподвижной жидкости, может отличаться от сопротивления неподвижного тела, обтекаемого жидкостью с той же скоростью. Различие в сопротивлениях находится в кажущемся противоречии с принципом относительности Галилея.

## История парадокса
Парадокс был экспериментально обнаружен французскими гидравликами Пье́ром Дюбюа и Николя́ Дюшеме́ном (фр. Nicolas Vincent Duchemin). Разъяснение парадокса было дано Н. Е. Жуковским в 1891 году.

## Современное объяснение парадокса
Парадокс объясняется тем, что на практике (в аэродинамических трубах, гидроканалах и т.п.) при обращении потока не всегда удаётся устранить влияние стенок канала. Кроме этого, некоторые параметры набегающего на неподвижное тело потока (например, уровень турбулентных пульсаций) могут отличаться от таковых для покоящейся жидкости. Парадокс Дюбюа устраняется при существенном снижении влияния этих посторонних факторов, например при увеличении размеров канала.